# Maria Beneyto
Maria Beneyto Cuñat (Valence, 14 mai 1925 - 15 mars 2011) est une poète espagnole d'expression catalane et castillane.

## Œuvre
Beneyto écrit ses premières œuvres en castillan : Canción olvidada (1947) et Eva en el tiempo (1952). Dans les années 1950, elle publie ses deux premiers poèmes en valencien : Altra veu (1952) et Ratlles a l'aire (1956). En 1958, elle produit sa première œuvre en prose, le roman La prometida en castillan. Elle ne revient à l'écriture en catalan que dans les années 1960, avec les romans  La gent que viu al món (1966) et La dona forta (1967). En 1977, elle publie le recueil de poésie Vidre ferit de sang, et commence alors une longue période de silence jusqu'aux années 1990.

## Honneurs et récompenses
- 1992 : Prix des Lettres valenciennes (es) ;
- Janvier 2000 : Hommage des Cortes valenciennes, à l'occasion de la Journée internationale de la femme.